# Joliark
Joliark, tidigare Johanson Linnman arkitekter, är ett svenskt arkitektkontor beläget på Norr Mälarstrand 12 (i det tidigare Mälarbadet) i Stockholm. Det grundades 1972 i samband med en tävling om Vanda centrum vid Helsingfors. Kontoret ägs och drivs av arkitekterna, Per Johanson, Cornelia Thelander, och Helen Johansson.
Arkitektkontoret har ritat ett flertal projekt i Stockholmstrakten, bl.a. Brommahöjden (2008), Mattisborgen (2012), De gamlas vänner (2012), Rackarbergen (2013), Abisko (2013) och flera objekt i Annedal, Hornsberg, Mariehäll och Traneberg. Projekten Mattisborgen och De Gamlas Vänner nominerades till arkitekturpriset Årets Stockholmsbyggnad 2013. Vällingby Allé nominerades till Årets Stockholmsbyggnad 2018.

## Bilder verk i urval

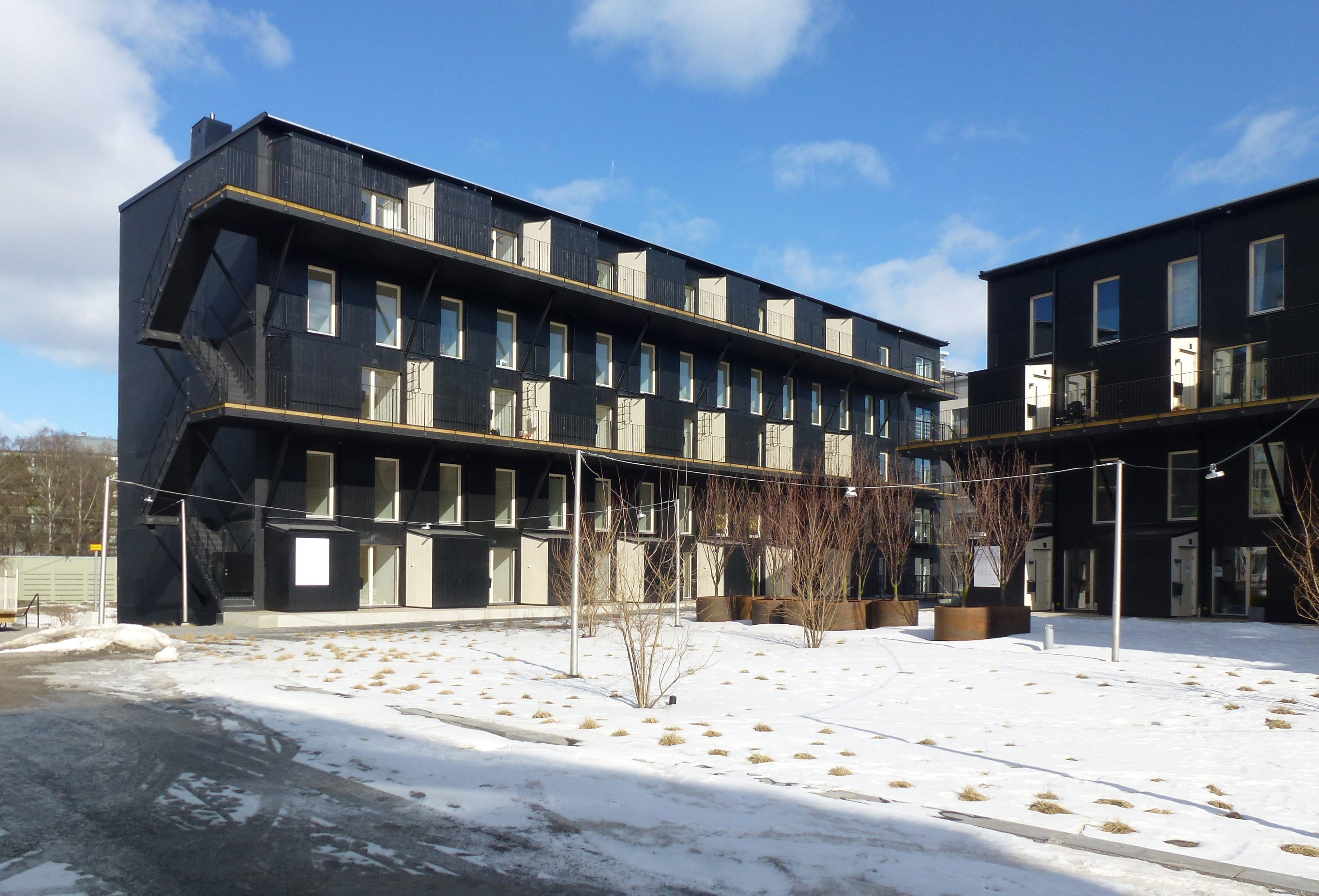
Mattisborgen
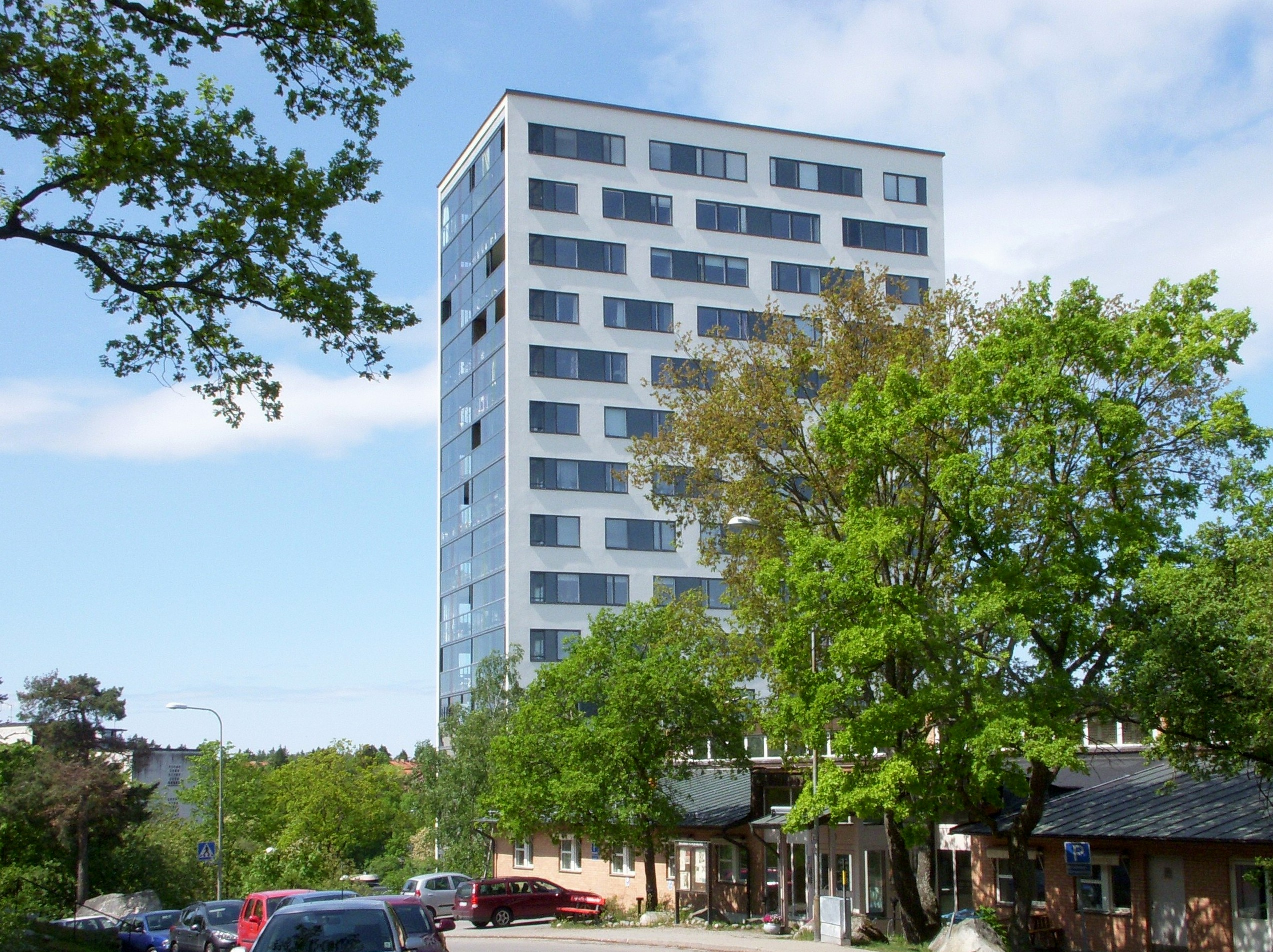
Brommahöjden
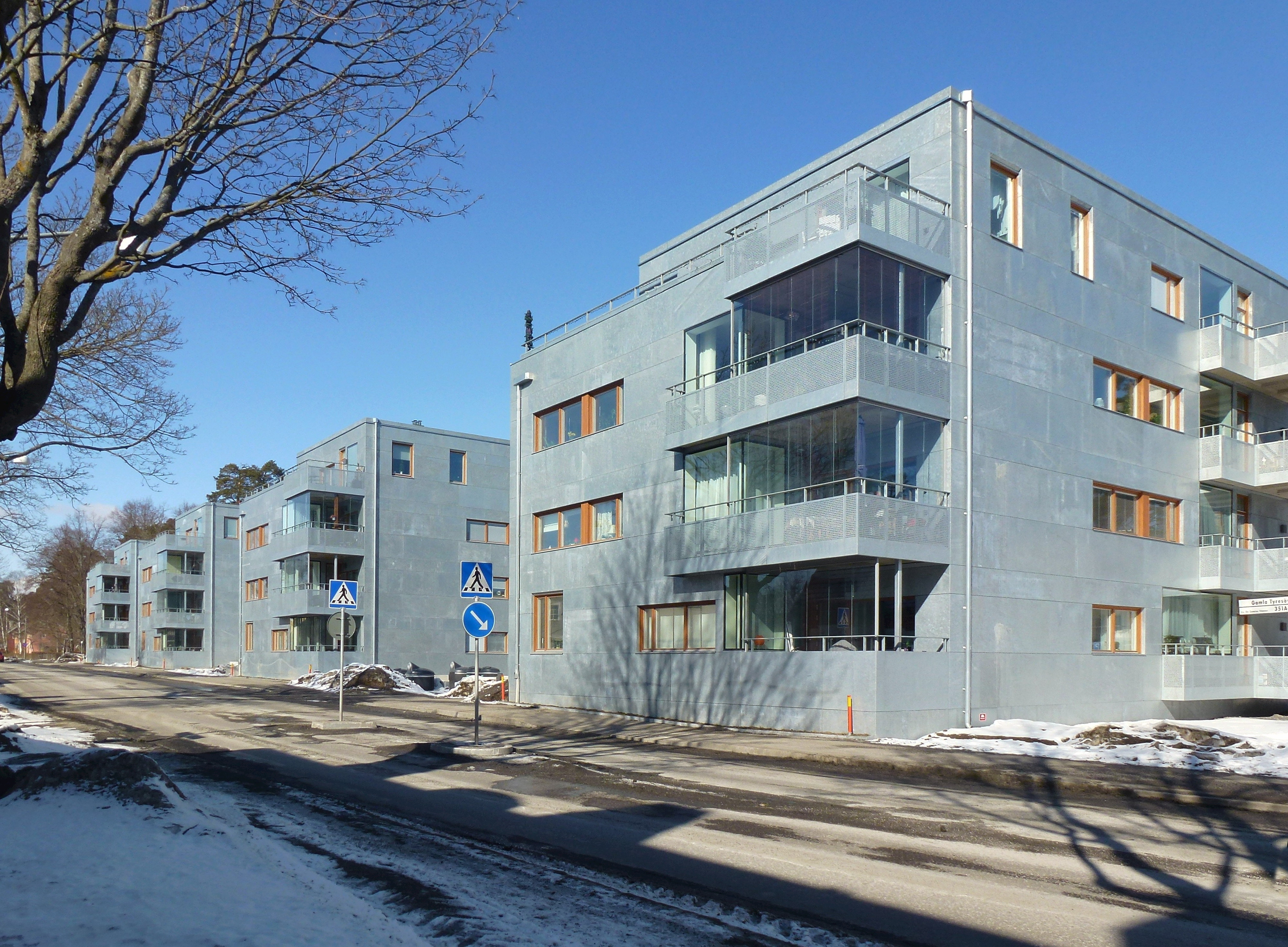
De gamlas vänner
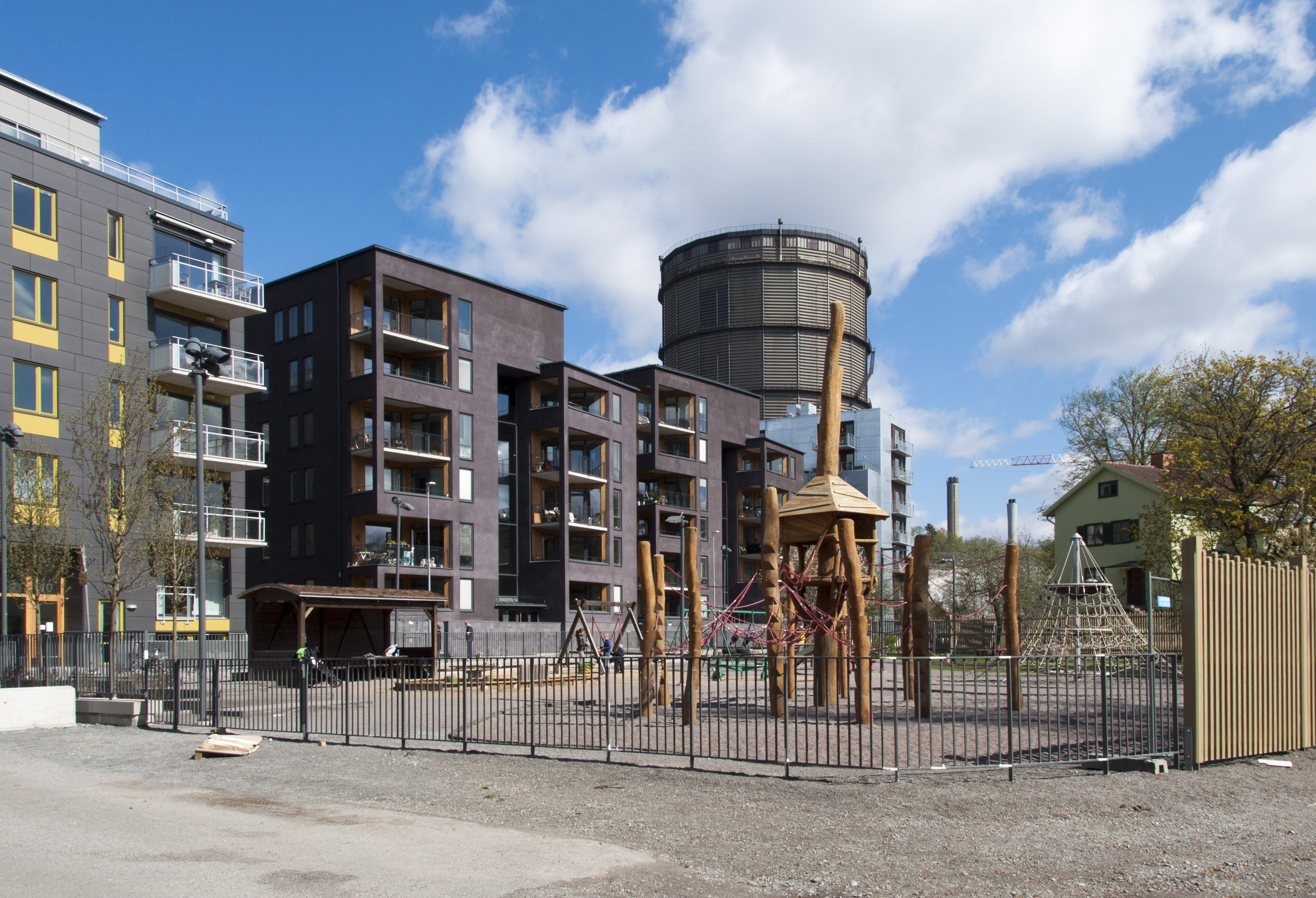
Kvarteret Abisko
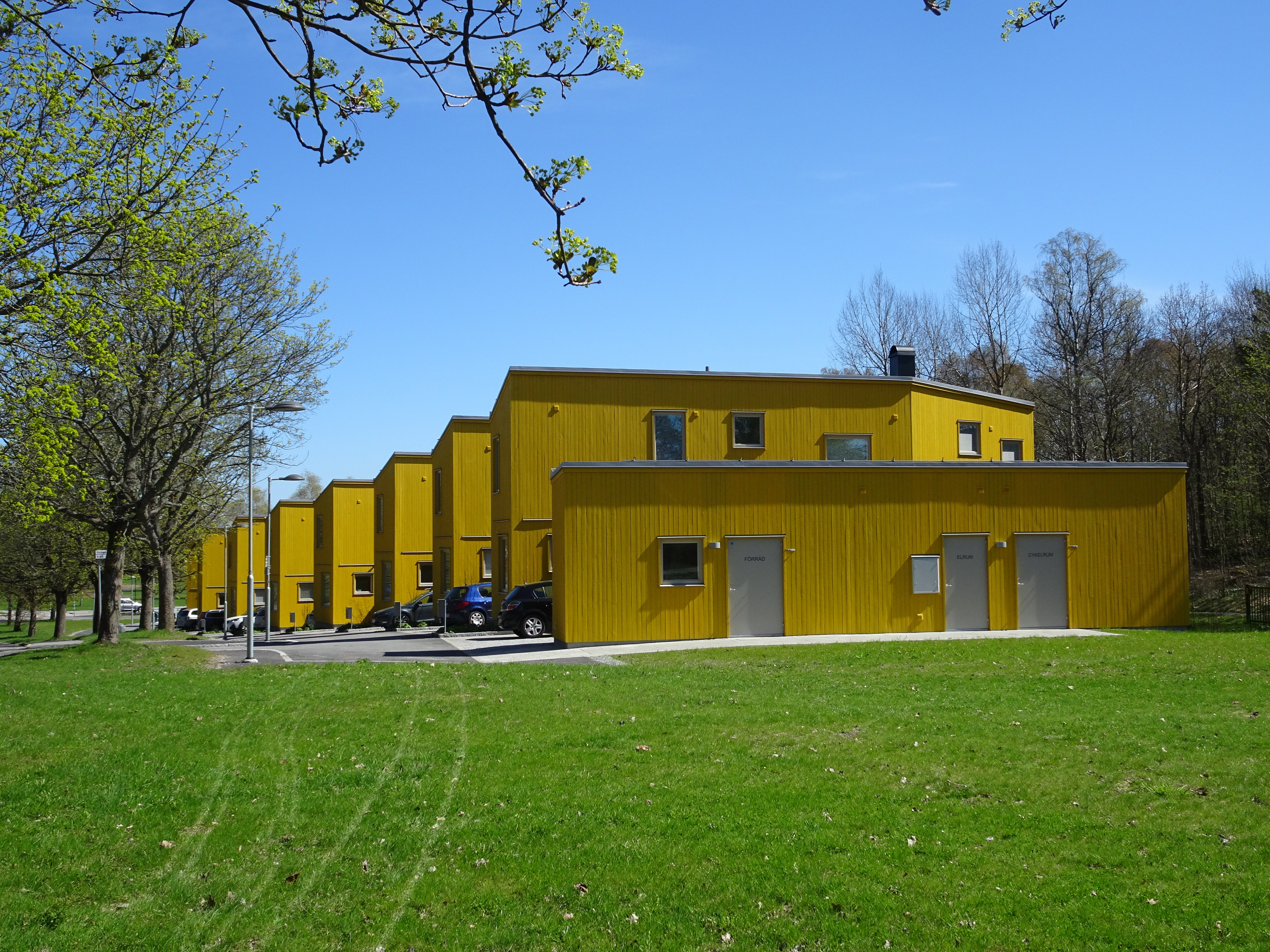
Vällingby Allé